# Euhyponomeutoides
Euhyponomeutoides is een geslacht van vlinders van de familie stippelmotten (Yponomeutidae).

## Soorten
- E. albithoracellus Gaj, 1954
- E. lushanensis Gozmany, 1960
- E. namikoae S. Moriuti, 1977
- E. petrias Edward Meyrick, 1907
- E. ribesiella (Joannis, 1900)
- E. rufella Tengström, 1847
- E. trachydelta Edward Meyrick, 1931